# Amy Klobuchar
Amy Jean Klobuchar, född 25 maj 1960 i Plymouth i Minnesota, är en amerikansk demokratisk politiker. Hon är ledamot av USA:s senat från Minnesota sedan januari 2007 efter att ha besegrat republikanen Mark Kennedy i kongressvalet i USA 2006.

## Uppväxt och studier
Klobuchar avlade 1982 grundexamen vid Yale University och 1985 juristexamen vid University of Chicago.

## Amy Klobuchar i senaten

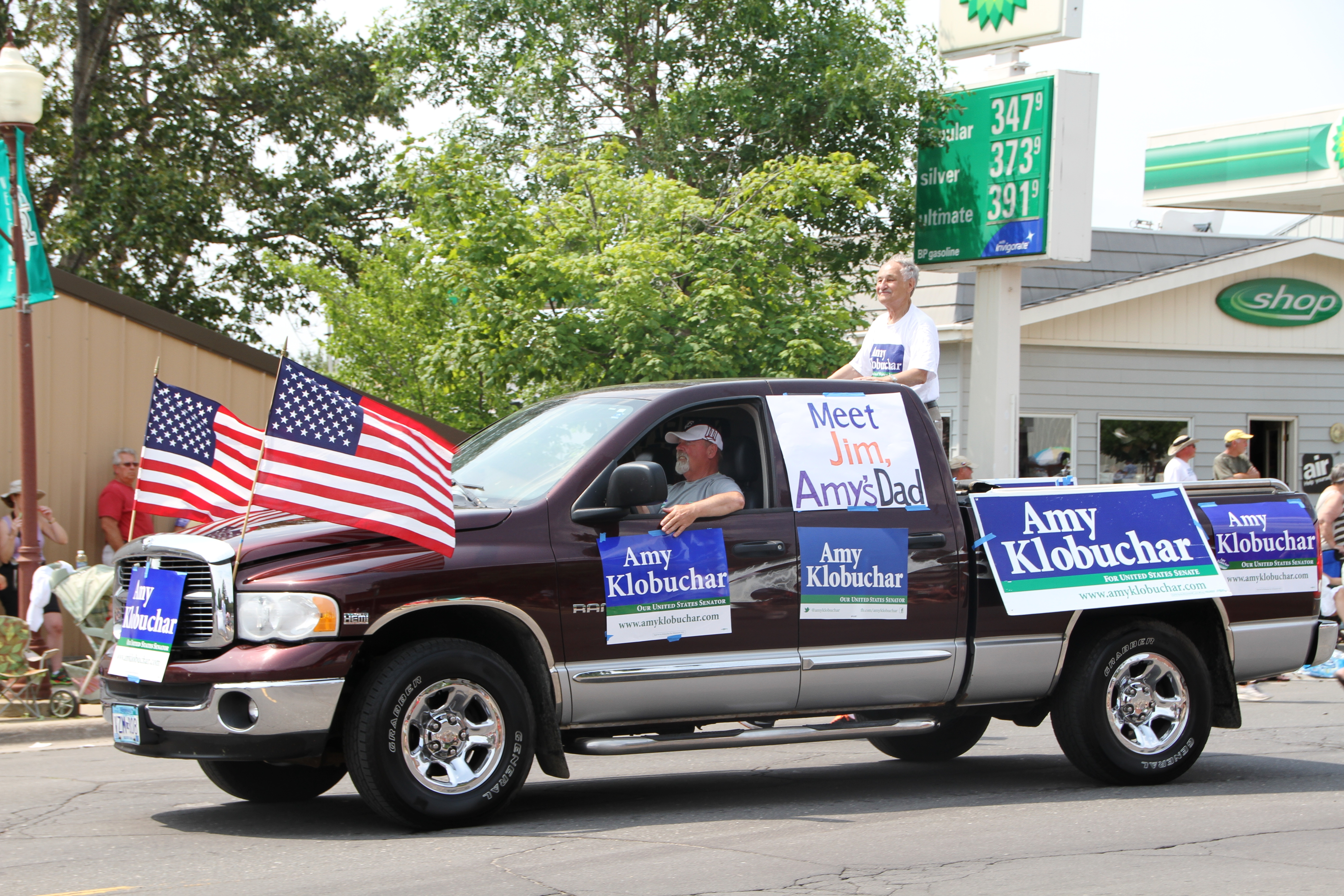
Amy Klobuchar's far, Jim Klobuchar och väljare i Tower i Minnesota, 4 juli 2012

### Val

#### 2006
I början av 2005, efter att senatorn Mark Dayton tillkännagett att han inte skulle försöka sig på ett återval, så blev Klobuchar snabbt en kandidat att räkna med. Den 29 september 2005 fick hon stöd av EMILY's List, en aktionskommitte som stöder kvinnliga abortpositiva politiker, och stödet från DFL kom den 9 juni 2006. Under primärvalen fick hon också stöd av majoriteten av DFL's "state legislators". Klobuchar vann därför nomineringen i det Demokratiska partiet och ställdes sedan mot Mark Kennedy (Republikanerna) , Robert Fitzgerald (Independence Party of Minnesota), Ben Powers (Constitution Party of Minnesota samt Michael Cavlan från Green Party, USA:s motsvarighet till Miljöpartiet.

#### 2012
Klobuchar ställde upp för återval 2012 och vann mot republikanernas Kurt Bills med 65.2% mot 30.6%,.

#### 2018
Klobuchar ställde också upp för omval till senaten 2018 och återvaldes med 24 procent fler röster än Republikanernas motkandidat Jim Newberger.

#### 2024
Klobuchar besegrade republikanen och före detta basketspelaren Royce White i valet och vann en fjärde mandatperiod.

### Arbetet i senaten

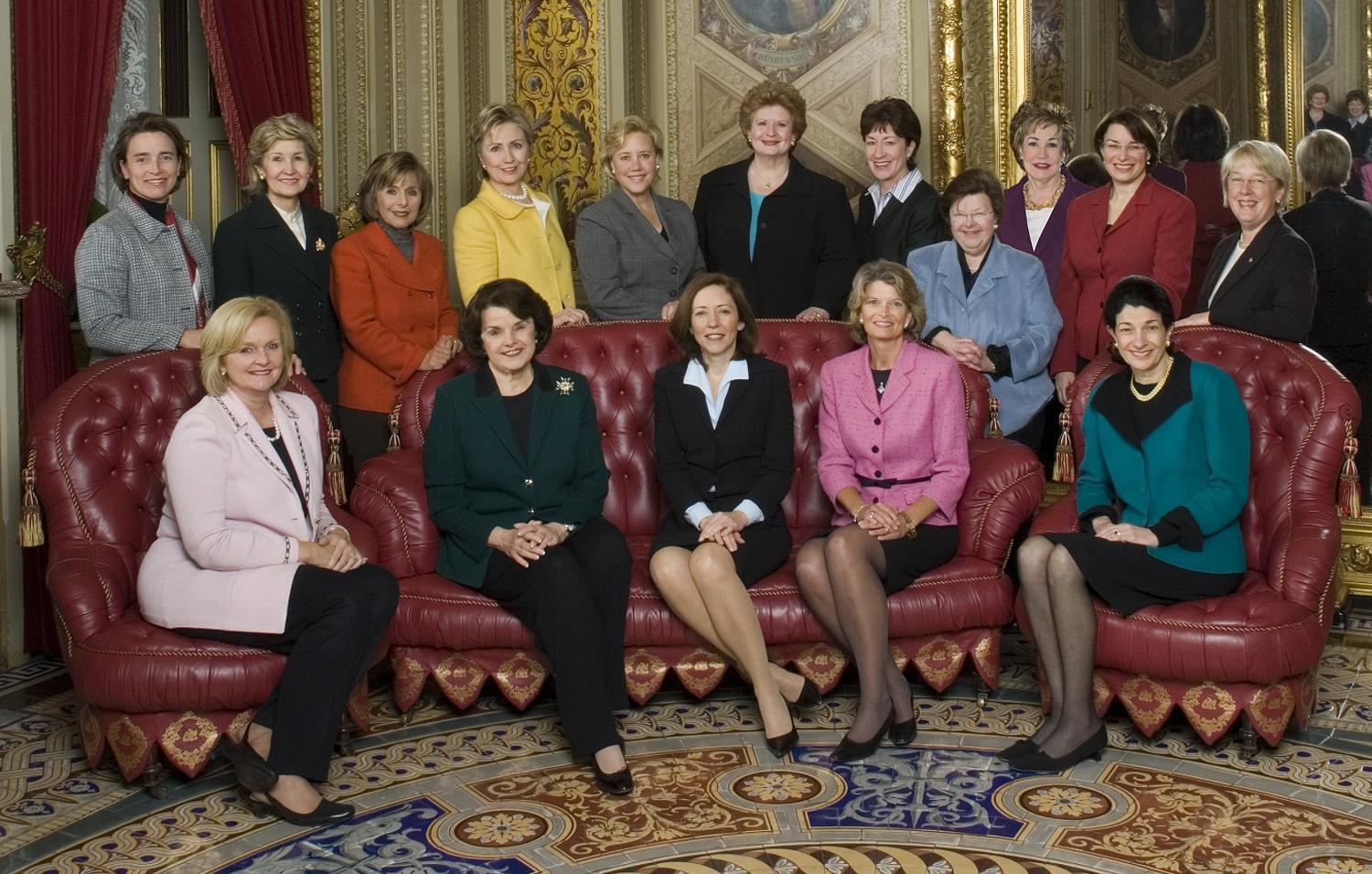
Kvinnliga senatorer i USA:s 110:e Kongress, Klobuchar är nummer två från höger, stående.

### Opinionsmätningar
Enligt en opinionsmätning i september 2009 så ansåg 59 procent av allmänheten i Minnesota att Klobuchar gjorde ett bra jobb i Senaten medan 36 procent inte tyckte det. Den 12 mars 2012 angav 67 procent av allmänheten i Minnesota att de var positiva till Klobuchars arbetsinsats.  I april 2017 fick hon ännu lite högre och bättre siffror i en mätning utförd av Star Tribune. Då angav 72 procent av allmänheten i delstaten att de var nöjda med Klobuchar i Senaten.

## Presidentkandidat år 2020

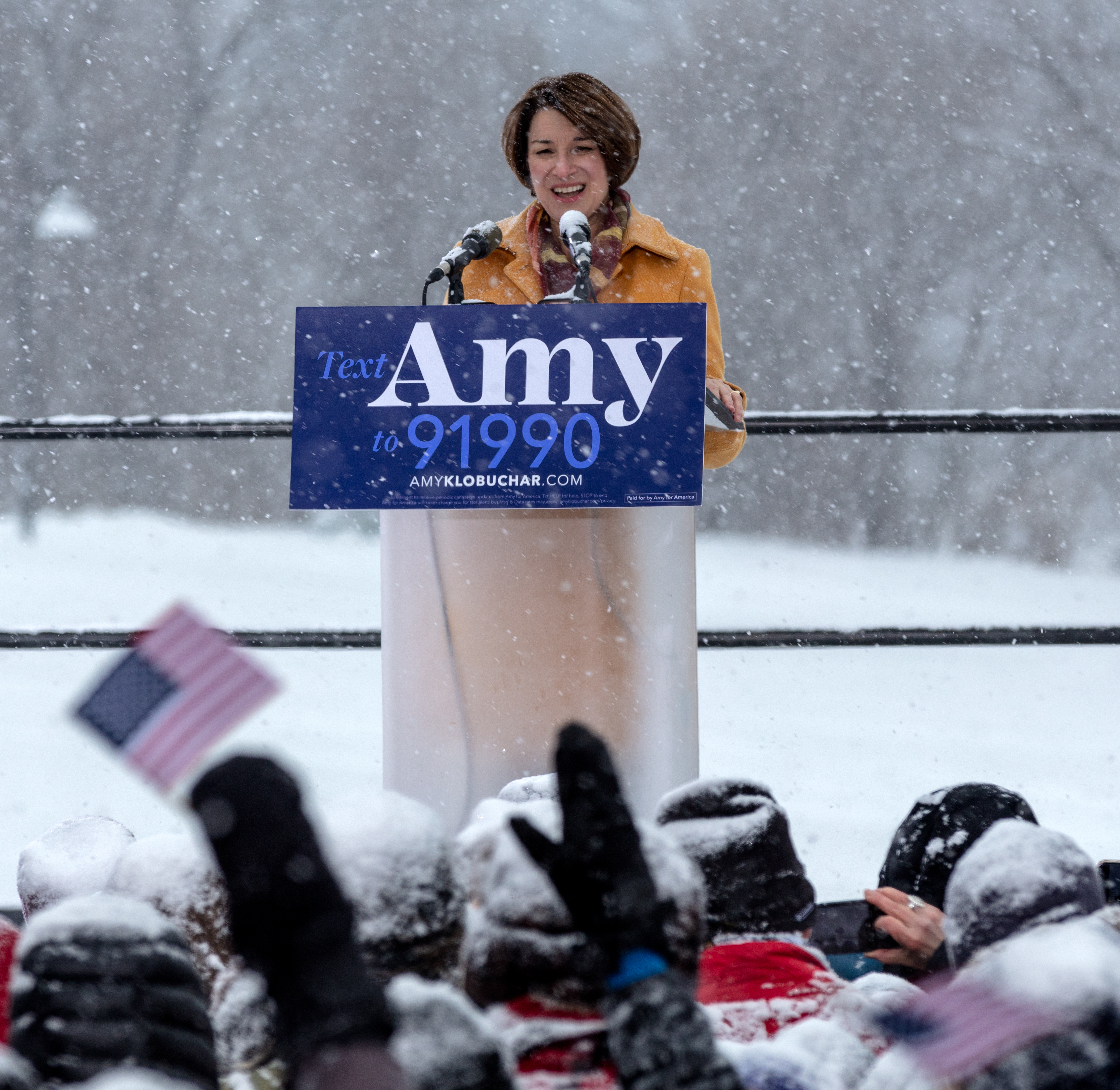
Amy Klobuchar tillkännager sin kandidatur i presidentvalet 2020

Amy Klobuchar har namngivits av The New York Times och The New Yorker som en av kvinnorna mest sannolikt att bli den första kvinnliga presidenten i USA.
Den 5 februari 2019 meddelade Klobuchar att hon skulle göra ett "stort meddelande" i Minneapolis den 10 februari med avseende på en presidentkandidatur. The Washington Posts nationella kolumnist Jennifer Rubin skrev att Klobuchar skulle vara en moderat kandidat med stor erfarenhet av landsbygdspolitiken. Rubin skrev också att Klobuchar skulle kunna bli en utmärkt vice presidentkandidat. Den 10 februari 2019 meddelade Klobuchar att hon kandiderar i det amerikanska presidentvalet år 2020. Den 2 mars 2020 avslutade Klobuchar sin kandidatur till presidentvalet år 2020 och ställde sig bakom Joe Biden.

## Politiska ställningstaganden
Som demokrat har Klobuchars politiska ställningstaganden i allmänhet varit i linje med modern amerikansk liberalism. Hon är för abort, stöder HBTQ-rättigheter och Obamacare. Klobuchar var kritisk mot kriget i Irak. 
Enligt FiveThirtyEight hade Klobuchar röstat i linje med president Donald Trumps positioner 26,4 procent av tiden.

## Privatliv
Klobuchar gifte sig 1993 med juristen John Bessler. Paret har en dotter, Abigail. Hon är dotter till författaren och kolumnisten Jim Klobuchar och ättling till slovener. Hon är medlem i kongregationalistkyrkan.